# Szylina Mała
Szylina Mała (deutsch Klein Söllen) ist ein Ort in der polnischen Woiwodschaft Ermland-Masuren. Er gehört zur Gmina Bartoszyce (Landgemeinde Bartenstein) im Powiat Bartoszycki (Kreis Bartenstein (Ostpr.)).

## Geographische Lage
Szylina Mała liegt am Nordufer der Łyna (deutsch Alle) in der nördlichen Woiwodschaft Ermland-Masuren, 23 Kilometer südlich der früheren und heute auf russischem Hoheitsgebiet gelegenen Kreisstadt Friedland (russisch Prawdinsk) bzw. fünf Kilometer östlich der heutigen Kreismetropole Bartoszyce (deutsch Bartenstein).

## Geschichte
Erstmals urkundlich erwähnt wurde das damalige Sillen im Jahre 1418, und erst nach 1570 Klein Söllen genannt. Der Ort bestand aus zwei mittelgroßen Höfen.
Als eine Landgemeinde kam Klein Söllen 1874 zum neu errichteten Amtsbezirk Liesken (polnisch Liski) im ostpreußischen Kreis Friedland, der 1927 in „Kreis Bartenstein“ umbenannt wurde. Im Jahre 1910 zählte das Dorf 40 Einwohner.
Am 30. September 1928 gab Klein Söllen seine Eigenständigkeit auf und schloss sich mit den Nachbardörfern Groß Söllen (polnisch Szylina Wielka), Grundmühle (Grąd) und Roschenen (Rusajny) zur neuen Landgemeinde Söllen zusammen.
In Kriegsfolge kam 1945 das gesamte südliche Ostpreußen zu Polen. Die Ortsteile der Gemeinde Söllen wurden jetzt wieder verselbständigt, wobei das bisherige Klein Söllen die polnische Namensform „Szylina Mała“ bekam. Das Dorf ist heute część wsi Szylina Wielka (= „Teil des Ortes Szylina Wielka“) im Verbund der Landgemeinde Bartoszyce (Bartenstein) im Powiat Bartoszycki (Kreis Bartenstein (Ostpr.)), von 1975 bis 1998 der Woiwodschaft Olsztyn, seither der Woiwodschaft Ermland-Masuren zugehörig.

## Religion

### Christentum
Bis 1945 war Klein Söllen in die evangelische Johanniskirche in Bartenstein (Bartoszyce) in der Kirchenprovinz Ostpreußen der Kirche der Altpreußischen Union, außerdem in die römisch-katholische Kirche St. Bruno der Kreisstadt im damaligen Bistum Ermland eingepfarrt.
Heute gehört Szylina Mała katholischerseits auch zur Pfarrei in Bartoszyce, jetzt jedoch im Erzbistum Ermland gelegen. Evangelischerseits besteht ebenfalls weiterhin die Beziehung zur Kreisstadt, wobei die jetzige Kirche eine Filialkirche der Johanneskirche in Kętrzyn (Rastenburg) in der Diözese Masuren der Evangelisch-Augsburgischen Kirche in Polen ist.

## Verkehr
Szylina Mała liegt an einer Nebenstraße, die von Bartoszyce (Bartenstein) – an der polnischen Landesstraße 51 (frühere deutsche Reichsstraße 128) und an der Woiwodschaftsstraße 512 (ehemalige Reichsstraße 142) gelegen – nach Sępopol (Schippenbeil) führt.
Eine Anbindung an den Bahnverkehr besteht nicht mehr, seit der nächstgelegene Bahnhof in der Stadt Bartoszyce vom Schienenverkehr abgekoppelt wurde und die einstige von Königsberg (Preußen) herführende Bahnstrecke erst ab Korsze (Korschen) befahren wird.